# ジョーダン・ローズ
ジョーダン・ルーク・ローズ（Jordan Luke Rhodes, 1990年2月5日 - ）は、イングランド・オールダム出身のサッカー選手。ポジションはFW。ブラックプールFC所属。

## 経歴
バーンズリーFCのユースチームでキャリアをスタートさせ、2005年にイプスウィッチ・タウンFCに移籍し、2006年にトップチームに昇格した。2007-08シーズンにバーンズリーFC戦でプロデビューを果たした。2008年4月、カーディフ・シティFC戦でプロ初ゴールを記録した。
その後複数のクラブにレンタルで移籍したのちの2009年7月31日、ハダースフィールド・タウンFCに4年契約で移籍した。8月8日、サウスエンド・ユナイテッドFC戦で移籍後リーグ戦初出場しゴールを記録した。
2012年8月、ブラックバーン・ローヴァーズFCへ完全移籍。2016年2月、ミドルズブラFCに4年契約で完全移籍。
2017年7月、2月から期限付き移籍していたシェフィールド・ウェンズデイFCに完全移籍。
2021年5月21日、ハダースフィールド・タウンFCに3年契約で復帰することが発表された。
2023年8月25日、ブラックプールFCにシーズン終了までのレンタルで移籍。2024年7月1日に完全移籍となり、1年契約を結んだ。

## 代表歴
スコットランド代表としてキプロス代表戦でデビューを果たした。2012年8月15日のオーストラリアとの親善試合で代表初得点を記録。

## 所属クラブ
- イプスウィッチ・タウンFC 2006-2009

→ オックスフォード・ユナイテッドFC 2007 (loan)
→ ロッチデールAFC 2008 (loan)
→ ブレントフォードFC 2009 (loan)
- ハダースフィールド・タウンFC 2009-2012
- ブラックバーン・ローヴァーズFC 2012-2016
- ミドルズブラFC 2016-2017

→ シェフィールド・ウェンズデイFC 2017 (loan)
- シェフィールド・ウェンズデイFC 2017-2021

→ ノリッジ・シティFC 2018-2019 (loan)
- ハダースフィールド・タウンFC 2021-2024

→ ブラックプールFC 2023-2024 (loan)
- ブラックプールFC 2024-

## 個人成績

### クラブでの出場記録
| クラブ成績   | クラブ成績                            | クラブ成績                 | リーグ | リーグ | カップ   | カップ   | リーグ杯 | リーグ杯 | 国際大会   | 国際大会   | 通算 | 通算 |
| シーズン     | クラブ                                | リーグ                     | 出場   | 得点   | 出場     | 得点     | 出場     | 得点     | 出場       | 得点       | 出場 | 得点 |
| イングランド | イングランド                          | イングランド               | リーグ | リーグ | FAカップ | FAカップ | FLカップ | FLカップ | ヨーロッパ | ヨーロッパ | 通算 | 通算 |
| ------------ | ------------------------------------- | -------------------------- | ------ | ------ | -------- | -------- | -------- | -------- | ---------- | ---------- | ---- | ---- |
| 2007–08      | イプスウィッチ・タウン                | チャンピオンシップ         | 8      | 1      | 0        | 0        | 0        | 0        | -          | -          | 8    | 1    |
| 2007–08      | オックスフォード・ユナイテッド (loan) | カンファレンス・ナショナル | 4      | 0      | 1        | 2        | 0        | 0        | -          | -          | 5    | 2    |
| 2008–09      | イプスウィッチ・タウン                | チャンピオンシップ         | 2      | 0      | 0        | 0        | 0        | 0        | -          | -          | 2    | 0    |
| 2008–09      | ロッチデール (loan)                   | リーグ2                    | 5      | 2      | 0        | 0        | 0        | 0        | -          | -          | 5    | 2    |
| 2008–09      | ブレントフォード (loan)               | リーグ2                    | 14     | 7      | 0        | 0        | 0        | 0        | -          | -          | 14   | 7    |
| 2009–10      | ハダースフィールド・タウン            | リーグ1                    | 45     | 19     | 3        | 1        | 2        | 3        | -          | -          | 50   | 23   |
| 2010–11      | ハダースフィールド・タウン            | リーグ1                    | 38     | 16     | 4        | 1        | 1        | 1        | -          | -          | 43   | 18   |
| 2011–12      | ハダースフィールド・タウン            | リーグ1                    | 24     | 27     | 0        | 0        | 2        | 2        | -          | -          | 25   | 29   |
| 通算         | イングランド                          | イングランド               | 139    | 72     | 8        | 4        | 4        | 6        | -          | -          | 151  | 81   |
| 総通算       | 総通算                                | 総通算                     | 139    | 71     | 8        | 4        | 4        | 6        | -          | -          | 151  | 81   |

## タイトル
クラブ
ブレントフォードFC
- フットボールリーグ2 2008-2009

ノリッジ・シティFC
- EFLチャンピオンシップ 2018-2019